# 賽義德·巴拉克
賽義德·巴拉克（1343年—1403年)，14世紀什葉派阿拉伯穆斯林，他是帖木兒的精神導師和好友。他曾獲賜阿富汗的安德胡伊作封地，死後獲安葬在撒馬爾罕的帖木兒陵寢。